# Greensburg (Maryland)
Pour les articles homonymes, voir Greensburg.
Greensburg est une census-designated place située dans le comté de Washington, dans l’État du Maryland, aux États-Unis. Lors du recensement de 2020, elle comptait 236 habitants.